# 五叶薯蓣
五叶薯蓣（学名：Dioscorea pentaphylla）是薯蓣科薯蓣属的植物。分布于非洲、亚洲、台湾岛以及中国大陆的湖南、江西、广东、云南、广西、西藏、福建等地，生长于海拔300米至500米的地区，一般生长在林边和灌丛中，目前尚未由人工引种栽培。